# Fjallkollur
Fjallkollur är ett berg i republiken Island. Det ligger i regionen Austurland, 300 km öster om huvudstaden Reykjavík. Toppen på Fjallkollur är 829 meter över havet, eller 129 meter över den omgivande terrängen. Bredden vid basen är 3,7 km.
Trakten runt Fjallkollur är nära nog obefolkad, med mindre än två invånare per kvadratkilometer. Det finns inga samhällen i närheten. Trakten runt Fjallkollur består i huvudsak av gräsmarker.